# ワシプンゴ
『ワシプンゴ』（西: Huasipungo）とは、エクアドルの著作家ホルヘ・イカサの小説である。1934年に発表された。
書名の「ワシプンゴ」とはケチュア語で「出入口」を意味していた言葉だったが、エクアドルでは転じて地主が労働と引換にインディオに分与する小作地の意味になった。ジャック・ジョゼは、この小説がホセ・カルロス・マリアテギの『ペルーの現実解釈のための七試論』（1928年）によって社会主義的に転回したインディヘニスモの流れの中の小説であるとの見解を示している。

## あらすじ
キトの上流階級のアルフォンソ・ペレイラが突然の娘の懐妊と迫り来る負債の返済に頭を抱えていると、アメリカ合衆国人の資産家チャピイ氏と組んでいた伯父のフリオ・ペレイラが、アルフォンソ・ペレイラの所有地のクチタンボで事業を興すことを奨めてきた。伯父の奨めに従い、家族を連れてクチタンボのトマチ部落に赴いたアルフォンソ・ペレイラは、神父やチョロの役人と協議した後にキトに戻り、開発計画を進める。
アルフォンソ・ペレイラの開発事業に基づき、クチタンボのワシプンゴのインディオは勤労奉仕に駆りだされるが、酸鼻の極まる環境の中での労役の末、次々とインディオは倒れていく。
その年発生した飢饉により、クチタンボのワシプンゴも大きな打撃を受けた。アンドレス・チリキンガの恋人だったクンシイは病死してしまい、埋葬料としてチリキンガから支払いを求める神父とのやりとりの後、チリキンガはアルフォンソ・ペレイラの牝牛を盗んで金を作ることにした。事件が発覚して逮捕されたチリキンガとチリキンガの息子は、アルフォンソ・ペレイラの意を受けた村役人ハシント・キンターナに鞭打たれた。
時を同じくしてチャピイ氏をはじめとするアメリカ合衆国人が村を訪れ、開発のためインディオをワシプンゴから強制的に追放させる試みが始まった。多くの家屋が破壊される中、最後まで立ち退かされずに残ったアンドレス・チリキンガは怒りからワシプンゴを愛するインディオを糾合し、遂に叛乱に立ち上がった。インディオ達は彼等の憎悪を集めていたチョロ達を殺害したが、間もなく首都から派遣された政府軍によって皆殺しにされたのであった。

## 主な登場人物
アルフォンソ・ペレイラ
キトの上流階級であり、大地主。伯父のフリオ・ペレイラに紹介された借金返済のための事業を興すために、キトから家族を連れて所有地クチタンボのトマチ部落に赴く。
フリオ・ペレイラ
アルフォンソ・ペレイラの伯父。アルフォンソにチャピイ氏からの事業の話を紹介する。
チャピイ氏
エクアドルで事業を営むアメリカ合衆国の資産家。フリオ・ペレイラと共にアルフォンソ・ペレイラの所有地の石油を開発する計画を立てた。
ブランカ・チャニーケ・デ・ペレイラ
アルフォンソ・ペレイラの妻。
ローラ
アルフォンソ・ペレイラとブランカ・チャニーケ・デ・ペレイラの娘。17歳で懐妊し、トマチ部落にて出産する。
ポリカルピオ
チョロの男性。アルフォンソ・ペレイラの所有する農園の監督。
アンドレス・チリキンガ
インディオの男性。クンシイとの間に息子がいる。
クンシイ
アンドレス・チリキンガの恋人。アンドレス・チリキンガには殴られ、アルフォンソ・ペレイラには犯される。
ハシント・キンターナ
チョロの男性。トマチ部落の村役人。酒場を経営している。
ファナ
ハシント・キンターナの妻。夫との間に二人の子供がいる。
神父
神父。クチタンボに赴いたアンドレス・ペレイラの話相手をする中で、グアマニ地方の土地とインディオの売買契約を結ぶ。
ガブリエル・ロドリーゲス
チョロの男性。人夫頭。

## 書誌情報
- ホルヘ・イカサ 著、伊藤武好 訳『ワシプンゴ』（初版）朝日新聞社、1974年1月。

## 脚註
1. ↑  伊藤武吉(1974:284)
2. ↑  伊藤百合子(1974:269)より鉤括弧内を引用。
3. ↑  伊藤百合子(1974:269)
4. ↑  ジョゼ/高見、鼓訳(1975:106-107)